# Eschenmosersalz
Das Eschenmosersalz ist ein organisches Salz. Es besteht aus einem N,N-Dimethylmethyliden-Kation meist mit einem Iodidion als Gegenion.
Auch andere Gegenionen wie Chlorid- oder Nitrationen werden häufig eingesetzt. Das Salz ist benannt nach seinem Entwickler, dem Schweizer Chemiker Albert Eschenmoser.
Das Eschenmosersalz wird zur Dimethylaminomethylierung verwendet, es kann mit ihm also eine Dimethylaminomethyl-Funktion eingeführt werden. Hierzu wird das Salz mit einem Nukleophil umgesetzt. Dieses greift hierzu am Kohlenstoffatom der Doppelbindung an.

## Darstellung
Es existieren mehrere Wege zur Synthese von Eschenmosersalz. Von diesen basieren viele auf der Umsetzung von N,N,N',N'-Tetramethylmethandiamin mit iodhaltigen Elektrophilen wie Diiodmethan oder Trimethylsilyliodid. Ein neuerer Ansatz geht vom Hydroiodid des Dimethylamins und Formaldehyd aus.